# FK Radnički Obrenovac
Fudbalski klub Radnički Obrenovac  (srpski: Фудбалски клуб Раднички Обреновац), odnosno Radnički ili Radnički Obrenovac je nogometni klub iz Obrenovca, Grad Beograd, Republika Srbija. 
 
U sezoni 2017./18. nastupa u Srpskoj ligi Beograd, ligi trećeg stupnja nogometnog prvenstva Srbije.

## O klubu
Klub je osnovan 1927. godine na inicijativu SKJ, ali 1929. godine biva zabranjen, te je primoran promijeniti ime u  "Karađorđe", potom 1932. godine u "OSK" Klupske boje 1932. bile su crvena i zelena, a klupska adresa Kralja Petra „Zlatan Krst”. 
Godine 1937. mijenja ime u "Trgovački". Ime "Radnički" je vraćeno klubu 1939. godine, ali opet 1941. godine mijenja naziv u "Zanatlija". Za vrijeme Drugog svjetskog rata klub nije djelovao. 

Rad kluba je obnovljen 1947. godine kroz omladinsku sekciju „Radnički“. 
 
Klub je bo prvak Srbije 1950. godine, te potom najviše nastupa u zonskim ligama te u Srpskoj ligi. Po raspadu SFRJ, klub najviše nastupa u Srpskoj ligi. 2001. godine se spaja s beogradskim klubom "Milicionar", te tako ostvaruje plasman u Drugu ligu SRJ – Sjever, koju i osvaja 2002. godine. U sezonama 2002./03. i 2003./04. klub igra u Prvoj ligi Srbije i Crne Gore, a potom kao drugoligaš i trećeligaš u prvenstvima SiCG i Srbije.

## Uspjesi

### FNRJ / SFRJ
Prvenstvo Srbije / Srpska liga / Prva srpska liga
- prvak: 1950.

Druga srpska liga
Posavsko-podunavska zona
- prvak: 1953./54.

Beogradska zona
Podsavezna liga Beograd
- prvak: 1958./59.

### SRJ / SiCG
Druga liga – Sjever
- prvak: 2001./02.

Srpska liga – Beograd
- prvak: 2000./01.

## Poveznice
- FK Policajac Beograd
- srbijasport.net, Radnički Obrenovac, profil kluba
- srbijasport.net, Radnički Obrenovac, rezultati po sezonama
- fkradnickiobrenovac.com, wayback arhiva